# Giovanni Donadio

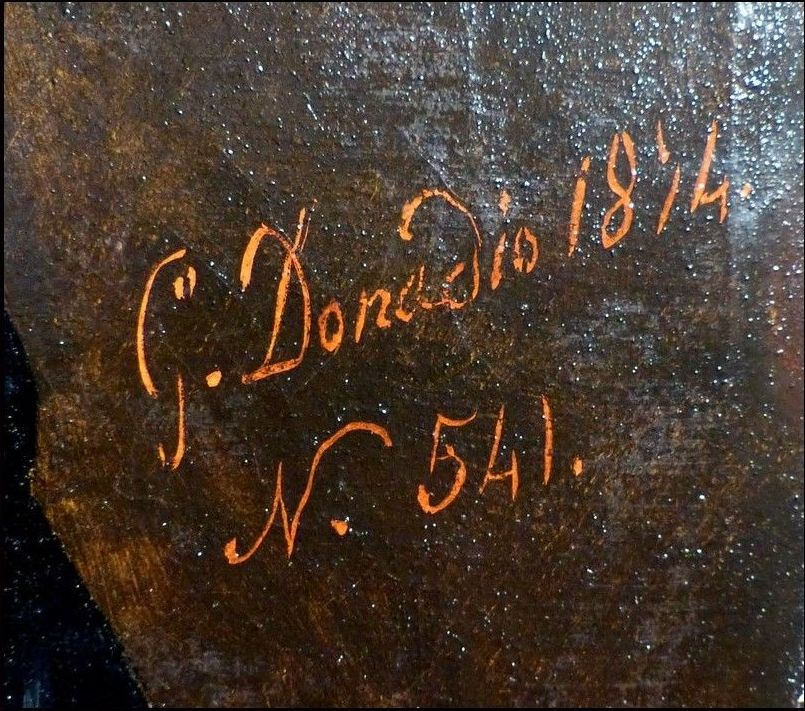
Signatur von Donadio

Giovanni Donadio (* im 18. Jahrhundert in Gravina in Puglia; † nach 1875) war ein italienischer Maler und Komponist.

## Leben
Giovanni Donadio wurde Ende des 18. Jahrhunderts in Gravina in Puglia geboren. Er besuchte eine venezianische Kunstschule.
Es ist anzunehmen, dass er kurz nach 1875 verstarb. Die Werke, die um 1890 seine Signatur tragen, entsprechen nicht seiner Handschrift, weder in der Unterschrift noch in der Maltechnik.
Giovanni Donadio war hauptsächlich Porträtmaler, auch sind vereinzelte andere Gemälde bekannt, wie z. B. Stillleben.

## Werke

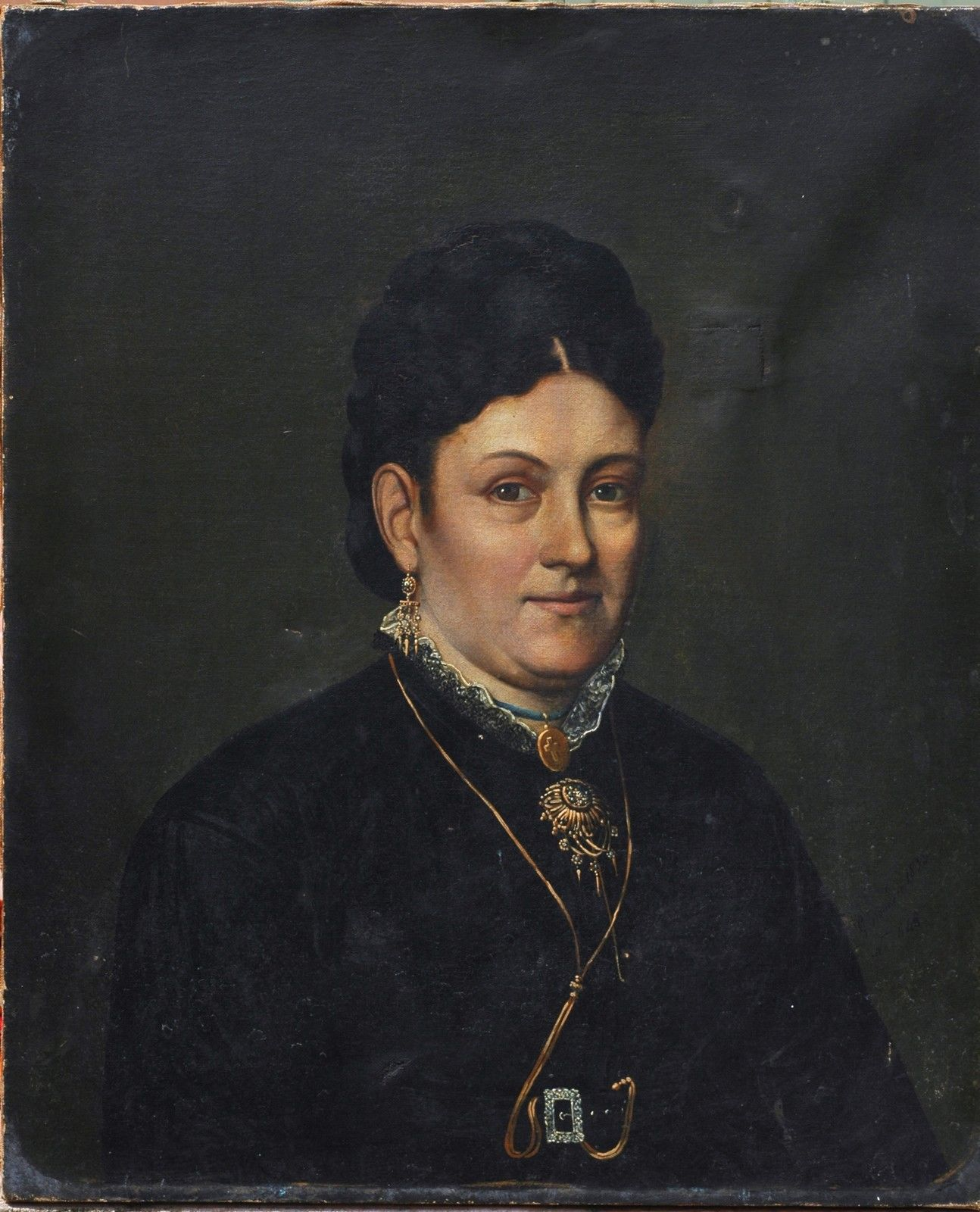
Porträt No. 645, gemalt 1875

### Malerei
- Porträt von Antonio Pomarici Santomasi (zwischen 1800 und 1810), ausgestellt im Palazzo Pomarici-Santomasi, Gravina in Puglia[3]
- Madonna mit dem Kind in den Armen, zu Füßen der Magdalena, im Gebet (1814). Es hängt über dem Altar der Kirche Madre dei SS. Pietro e Paolo in Montescaglioso, einem ehemaligen Bischofssitz, ca. 52 km von seinem Heimatort Gravina entfernt. Es ist das wohl bekannteste Kunstwerk Donadios.[4]

### Kompositionen
- Rimembranza. Romanza per T. (1865)
- La Locannera. Canzone popolare per MS. (1865)
- Pe ll’ anniversario de la trasuta a Napole de Peppe Galibardo. Canzone popolare di E. Valle. (1866)